# 塞羅戈多鎮區 (明尼蘇達州拉基帕爾縣)
塞羅戈多鎮區（英語：Cerro Gordo Township）是位於美國明尼蘇達州拉基帕爾縣的一個行政鎮區。

## 地方資料
塞羅戈多鎮區的面積為93.25平方千米，當中陸地面積為93.09平方千米，而水域面積為0.16平方千米。根據2020年美國人口普查的數據，當地共有人口179人，而人口密度為每平方千米1.92人。